# Coordinadora d'Estudiants dels Països Catalans
La Coordinadora d'Estudiants dels Països Catalans (CEPC) fou una organització estudiantil sorgida l'1 de maig de 1999 de la fusió del Bloc d'Estudiants Independentistes (BEI), de Catalunya i les Illes Balears; l'Assemblea d'Estudiants Nacionalistes (AEN), del País Valencià; l'Associació Catalana d'Estudiants (ACE), de la Catalunya Nord i el Col·lectiu Universitari Andreu Nin (CUAN), de la Universitat Rovira i Virgili.
El dia 1 de maig de 2006 es va fusionar amb Alternativa Estel per a crear el Sindicat d'Estudiants dels Països Catalans.
Els seus objectius eren la construcció d'un ensenyament públic, català, popular, de qualitat i antipatriarcal-no sexista. S'organitzaven en nuclis i assemblees territorials de forma assembleària i publicaven l'Estaca.